# Домницький Микола Іванович
Микола Іванович Домницький (15 березня 1907, село Красносілка, тепер Кропивницького району Кіровоградської області — ?) — радянський український літературознавець, завідувач кафедри української мови та літератури Дрогобицького державного педагогічного університету імені Івана Франка, в.о. голови Броварського райвиконкому Київської області. Кандидат філологічних наук (1960), доцент (1965).

## Біографія
Народився в родині сільського дяка. У 1920-х роках разом із родиною переїхав до села Липовець Київської губернії (тепер Обухівського району Київської області). Закінчив Ржищівську вищепочаткову школу, навчався на Ржищівських педагогічних курсах Київської губернії. З березня 1925 по березень 1926 року — секретар і член сільської ради села Липовець на Київщині.
У 1926—1928 роках — студент Ржищівського педагогічного технікуму.
З 1928 по 1930 рік працював вчителем молодших і старших класів школи села Зеленьки Миронівського району на Київщині. У 1930—1932 роках — завпед і вчитель мови та літератури школи села Козин Миронівського району. У 1932—1933 роках — завпед і вчитель мови та літератури школи села Миронівки Київської області. У 1933—1935 роках — завпед і вчитель мови та літератури школи села Козин Миронівського району. У 1935—1940 роках — завпед і вчитель мови та літератури школи села Росава Миронівського району.
У 1938—1940 роках — студент-заочник факультету мови і літератури Київського державного педагогічного інституту імені Горького, здобув спеціальність викладача української мови та літератури середньої школи.
З серпня 1940 по липень 1941 року працював вчителем мови і літератури та завпедом Миронівської середньої школи Миронівського району Київської області.
З липня 1941 служив у Радянській армії рядовим 1045-го стрілецького полку, учасник німецько-радянської війни. Був поранений у боях під Києвом, з серпня по грудень 1941 року лікувався в евакуаційному госпіталі № 3636.
З грудня 1941 по березень 1942 року — завпед і вчитель російської мови та літератури Балашинської школи Озинського району Саратовської області РРФСР.
З березня по грудень 1942 року — начальник клубу евакуаційного госпіталю № 3636.
У грудні 1942 — вересні 1943 року — директор Озинської середньої школи Саратовської області РРФСР.
У вересні 1943 — листопаді 1944 року — заступник голови виконавчого комітету Броварської районної ради депутатів трудящих Київської області. З червня по жовтень 1944 року — в.о. голови виконавчого комітету Броварської районної ради депутатів трудящих Київської області.
У листопаді 1944 — березні 1945 року — завідувач шкільного сектору Дрогобицького обласного відділу народної освіти. З 1945 по 1947 рік був членом президії Дрогобицького обласного комітету спілки вчителів.
У березні 1945 — січні 1946 року — завідувач Дрогобицького міського відділу народної освіти.
Член ВКП(б) з грудня 1945 року.
У січні — червні 1946 року — завідувач партійного кабінету Дрогобицького міського комітету КП(б)У.
У червні — жовтні 1946 року — інструктор, у жовтні 1946 — березні 1948 року — завідувач сектору пропаганди Дрогобицького обласного комітету КП(б)У.
З березня 1948 року — асистент кафедри української мови Дрогобицького державного учительського інституту.
З 5 травня 1949 по 16 серпня 1950 року — заступник директора Дрогобицького державного учительського інституту з навчальної та наукової роботи.
У серпні 1950—1955 роках — завідувач кафедри української літератури Дрогобицького державного учительського (педагогічного) інституту імені Івана Франка, старший викладач.
З 16 серпня 1954 по 10 серпня 1955 року — заступник директора Дрогобицького державного педагогічного інституту з навчально-наукової роботи.
У 1955—1960 роках — завідувач кафедри української мови та літератури Дрогобицького державного педагогічного інституту імені Івана Франка. Одночасно з 1955 по 1959 рік — секретар партійної організації філологічного факультету Дрогобицького державного педагогічного інституту імені Івана Франка.
З 1962 по 1967 рік — декан загальнонаукового факультету Дрогобицького державного педагогічного інституту імені Івана Франка.
У травні 1967 — липні 1972 року — завідувач кафедри української літератури Дрогобицького державного педагогічного інституту імені Івана Франка, доцент.
З 1972 по 1985 рік — доцент кафедри української літератури Дрогобицького державного педагогічного інституту імені Івана Франка. Викладав українську радянську літературу.
З 1985 року — на пенсії.

## Основні наукові праці
- Радченко Е., Домницький М. Іван Франко. Нарис про життя і творчість. Дрогобич, 1956.
- Домницький М. Поетична творчість М. Стельмаха. Дрогобич, 1958.
- Домницький М. Михайло Стельмах: літературно-критичний нарис. Київ : Дніпро, 1973. 158 с.

## Нагороди та відзнаки
- медаль «За перемогу над Німеччиною у Великій Вітчизняній війні 1941—1945 рр.» (1945)
- медаль «За доблесну працю у Великій Вітчизняній війні 1941—1945 рр.»
- медаль «За відвагу» (24.09.1966)
- медаль «За доблесну працю. В ознаменування 100-річчя з дня народження Володимира Ілліча Леніна» (1970)
- Відмінник народної освіти (1967)
- Грамоти Міністерства освіти УРСР (20.12.1957, 27.02.1965, 6.05.1975, 28.02.1977)